# 阿維尼翁TGV站
阿维尼翁TGV站（法語：Gare d'Avignon TGV）是一个法国高鐵車站，位于法國东南部普羅旺斯-阿爾卑斯-藍色海岸大區沃克吕兹省省会阿维尼翁附近，法國高速鐵路地中海線上，於2001年开始运行。
阿维尼翁TGV站位于由法国国家铁路公司（SNCF）运营。地中海線往西南方向的分支從此站以北開始。

## 特色
此站的站體以類似教堂的模式建造。天花板上鋪設有340米長的玻璃屋頂。

## 歷史
- 2001年6月10日：地中海線通車，此站啟用。
- 2013年12月15日：此站與阿維尼翁站（Gare d'Avignon）之间的鐵路路線通車。

## 停靠线路
以下列车线路停靠阿维尼翁TGV站：
| 阿维尼翁TGV站列车线路表       |              |                    |                |              |
| 线路                          | 车种         | 上一站             | 下一站         | 大致运行频率 |
| 巴黎—马赛                     | TGV/iDTGV    | 巴黎里昂           | 艾克斯TGV/马赛 | 每天10趟左右 |
| 巴黎—尼斯/文蒂米利亚          | TGV/iDTGV    | 巴黎里昂           | 艾克斯TGV/土伦 | 每天5趟左右  |
| 巴黎—土伦/埃耶尔              | TGV          | 巴黎里昂           | 艾克斯TGV      | 每天2趟左右  |
| 南特/雷恩—马赛                | TGV          | 里昂帕丢/瓦朗斯TGV | 艾克斯TGV/马赛 | 每天3趟左右  |
| 勒阿弗尔—马赛                 | TGV          | 瓦朗斯TGV          | 艾克斯TGV      | 每天1趟      |
| 阿讷西—马赛                   | TGV          | 瓦朗斯TGV          | 艾克斯TGV      | 每周3趟左右  |
| 布鲁塞尔/里尔—马赛/尼斯       | TGV          | 里昂帕丢/瓦朗斯TGV | 艾克斯TGV/马赛 | 每天5趟左右  |
| 法兰克福/斯特拉斯堡—马赛      | TGV          | 里昂帕丢/瓦朗斯TGV | 艾克斯TGV/马赛 | 每天4趟左右  |
| 卢森堡/梅斯/第戎—马赛/尼斯    | TGV          | 里昂帕丢/瓦朗斯TGV | 艾克斯TGV/马赛 | 每天3趟左右  |
| 里昂—尼斯                     | TGV          | 里昂帕丢           | 马赛           | 每天1趟      |
| 马德里—马赛                   | TGV          | 尼姆               | 艾克斯TGV      | 每天1趟      |
| 伦敦—马赛                     | Eurostar     | 里昂帕丢           | 马赛           | 每周3趟左右  |
| 马恩拉瓦莱-谢西—马赛          | Ouigo        | 里昂机场           | 艾克斯TGV      | 每天2趟左右  |
| 卡庞特拉/阿维尼翁—阿维尼翁TGV | 法国大区列车 | 阿维尼翁           | （终点）       | 每天10趟左右 |
| 米拉马斯—阿维尼翁TGV          | 法国大区列车 | 阿维尼翁           | （终点）       | 每天2趟左右  |
| 1. 2. 3.                      |              |                    |                |              |

## 配套交通

### 城际客运
LER提供前往阿尔勒方向的大巴车。

### 市内公交
阿维尼翁TGV站对应的公交车站为“Avignon TGV”，阿维尼翁公交10路、14路、21路均要经过阿维尼翁TGV站。

## 临近车站
| 阿维尼翁TGV站（Gare d'Avignon-TGV）                                     |                    |                         |
| 上行车站                                                                | 线路               | 下行车站                |
| 瓦朗斯TGV站←（巴黎、里昂方向）↖ 芒杜约勒站←（联络线）←（蒙彼利埃方向）↙ | 法国高速铁路东南线 | 普罗旺斯地区艾克斯TGV站 |
| 阿维尼翁中央站                                                          | 阿维尼翁支线       | （终点）                |
| - 本表仅显示运营中的线路及车站，灰色字体为非本线车站或路段              |                    |                         |